# USS Illinois (BB-7)
«Иллинойс (BB-7)» (англ. USS Illinois (BB-7)) — крупный океанский броненосец, головной корабль одноименного типа, построенный для ВМФ США.
Стал вторым боевым кораблем военно-морского флота США, названным в честь 21-го штата.
Иллинойс был заложен 10 февраля 1897 Newport News Shipbuilding & Dry Dock Company в Ньюпорт-Ньюсе, штат Вирджиния. Спущен на воду 4 октября 1898 года, бутылку о борт нового корабля разбила мисс Нэнси Лейтер, дочь Чикагского мультимиллионера Леви Лейтера. Введен в состав флота 16 сентября 1901 года, капитаном назначен Джордж А. Конверс. Принимал участие в кругосветном походе «Великого белого флота» в 1907—1909 годах. «Иллинойс (BB-7)» был списан 15 мая 1920 года. До 1956 года служил в качестве плавучего арсенала в Нью-Йорке.

## История

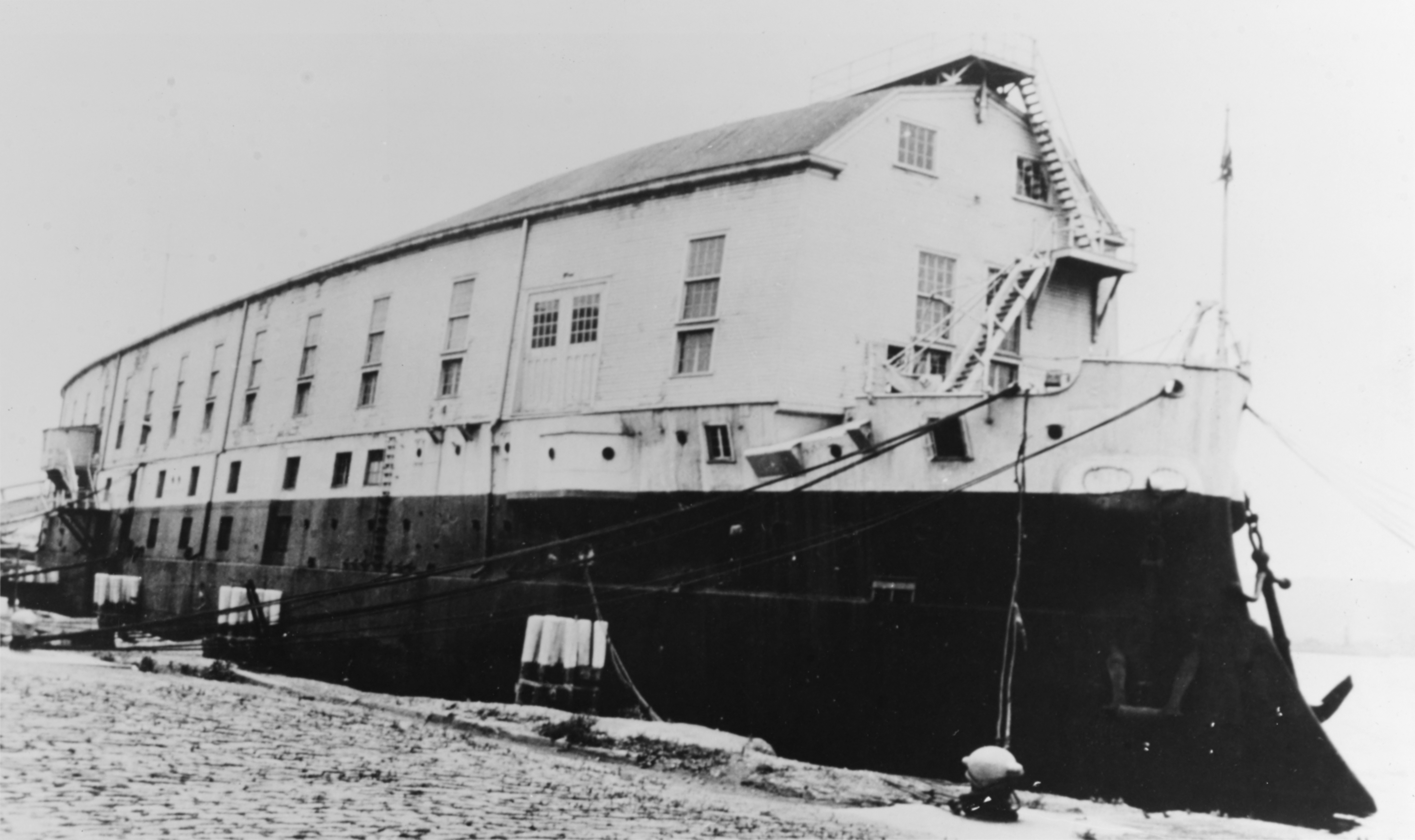
USS Illinois в 1940-х 1950-х.